# 勒克勒佐
勒克勒佐（法語：Le Creusot，法語發音：[lə kʁøzo]，旧译克鲁梭），法国中东部城市，勃艮第-弗朗什-孔泰大区索恩-卢瓦尔省的一个市镇，隶属于欧坦区，其市镇面积为18.11平方公里，2022年1月1日时人口数量为20,536人，是该省人口第三多的市镇，在法国城市中排名第427位。
勒克勒佐位于索恩-卢瓦尔省中部偏北，是法国重要的工矿业城市之一，世界大型能源企业施耐德电气最初建于此地，阿尔斯通、安賽樂米塔爾、赛峰等跨国企业在此设有工厂。

## 地名来源
“勒克勒佐”的现代法语形式出现于公元1853年，此前其书写形式为，其词源最初出现于公元15世纪，为当地一个称地的名字，而在此之前则缺乏关于这一地区的历史记载。

## 历史

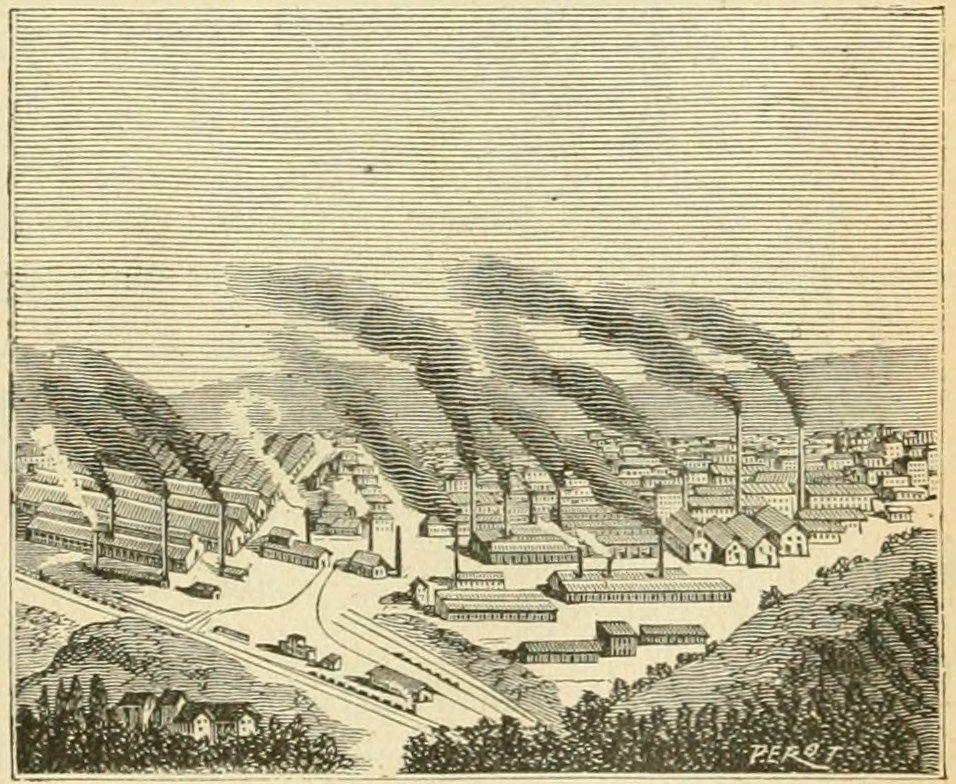
工业革命时期的勒克勒佐

勒克勒佐在中世纪以前长期为勃艮第的一个普通村落。18世纪末，法国军事家和企业家弗朗索瓦·伊尼亚斯·德·文德尔决定在法国中部建造一处大型钢铁厂，在工程师皮埃尔·图费尔的建议下，该厂最终选址于勒克勒佐。1785年，勒克勒佐皇家炼钢厂（la fonderie royale du Creusot）正式投产。1786年，法兰西皇家琉璃厂也由圣克卢迁至勒克勒佐。法国大革命后，两家工厂的生产受到严重影响。1836年，来自洛林的施奈德家族买下了两家工厂及附近的一些建筑，组建成为施耐德钢铁厂，彼时，西欧正值工业革命，钢铁需求量较大，施耐德钢铁厂很快成为重要的工矿企业。1871年3月26日—28日，建立了克勒佐公社。1877年，勒克勒佐蒸汽发动机成为当时世界上功率最大的工业动力系统。随着工厂的发展，勒克勒佐的人口数量也快速上升，至19世纪末已超过3万。两次世界大战期间，施耐德钢铁厂受到严重影响。20世纪70年代，受到世界石油危机的影响，钢铁需求量急剧下降，施耐德旗下的勒克勒佐钢铁锻造公司与奥梅库尔钢铁公司组建成为克勒索-卢瓦尔，总部设于勒克勒佐，后因经营不佳于1984年破产，而其生产基地则被Usinor、阿尔斯通、赛峰、Framatome等跨国集团看中并设立了分工厂。1999年，施耐德钢铁厂更名为“施耐德电气”并迁至巴黎附近。

## 地理

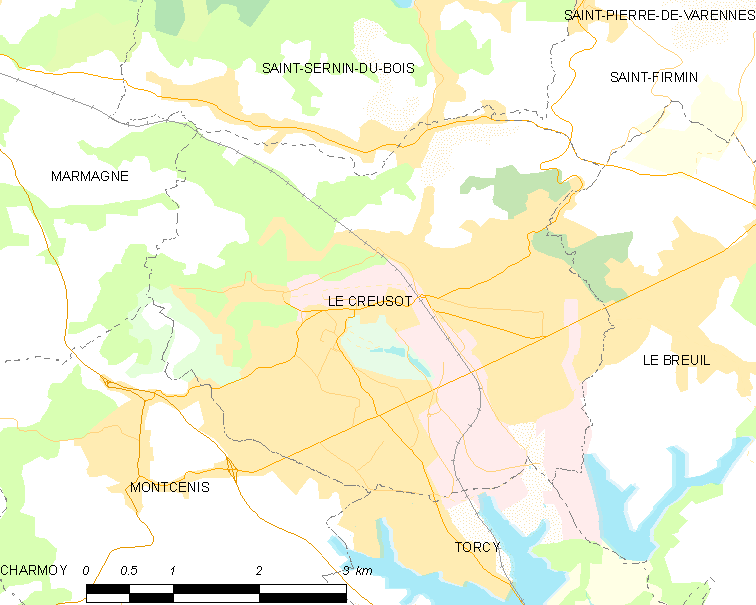
勒克勒佐市镇范围地图

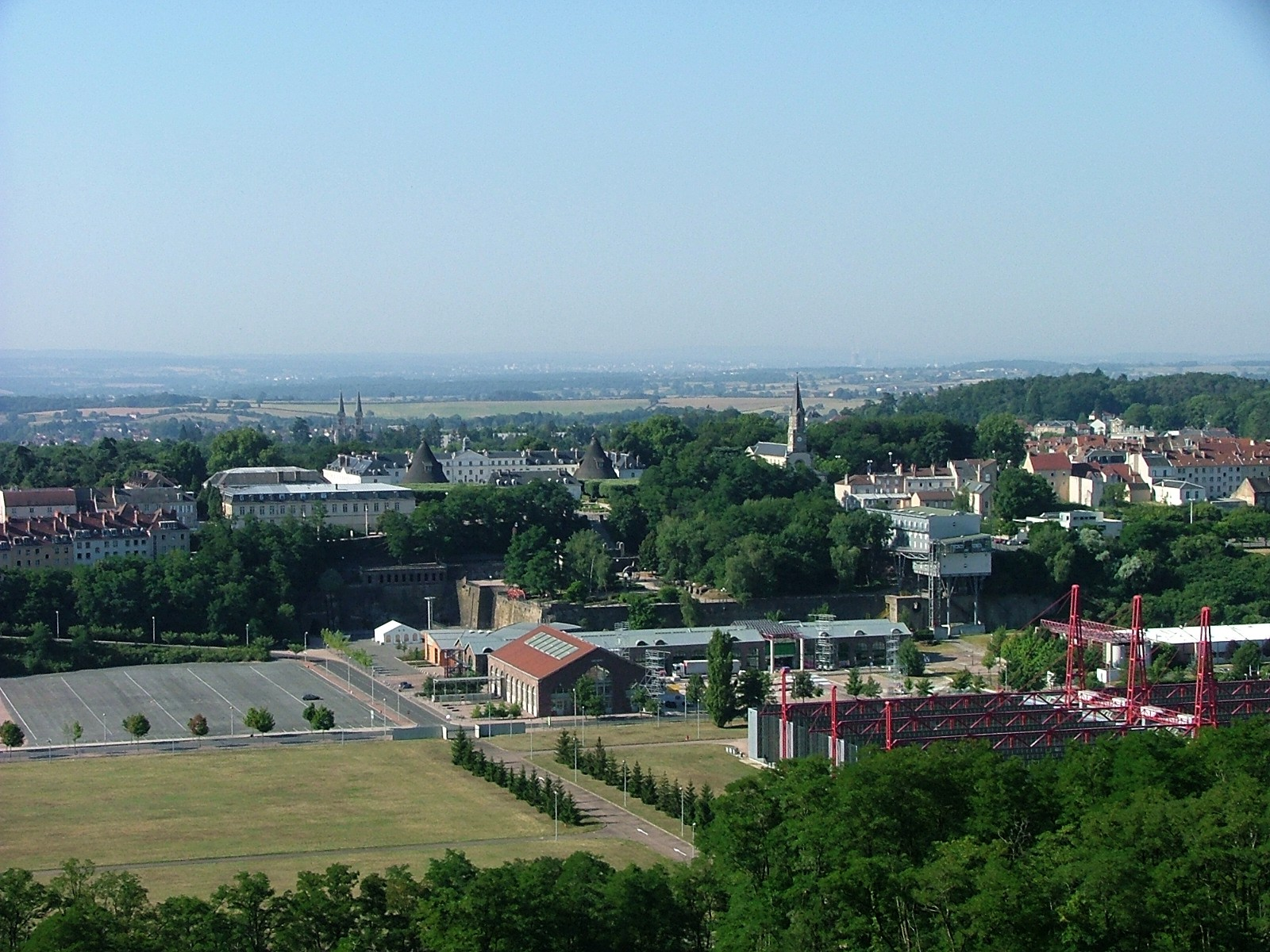
远眺勒克勒佐

勒克勒佐位于法国中东部，勃艮第-弗朗什-孔泰大区中西部和索恩-卢瓦尔省中部偏北，距离省会马孔大约79公里。与勒克勒佐接壤的市镇包括：圣塞尔南迪布瓦、勒布勒伊、马尔马涅、蒙瑟尼、圣菲尔曼、托尔西。

### 地形
勒克勒佐位于莫尔旺山区南部延伸地带，境内以丘陵及浅丘为主，市中心自东南向西北逐渐抬升，全境海拔在316到516米之间。

### 水文
勒克勒佐位于一处区域性分水岭附近，北侧为梅夫兰河流域，南侧为布班斯河流域，均属于法国第一长河——卢瓦尔河水系。此外市中心还有人工开凿的“铁铺湖”（Étang de la Forge）。

### 植被
勒克勒佐属于温带阔叶混交林区，市区内的主要绿地公园包括亨利·保罗公园（Parc Henri Paul）、采石场公园（Parc des Carrières）等，林地则广泛分布于市区西部和北部的山地地区。
在鲜花城市的评比中，勒克勒佐被评为3星级鲜花城市。

### 气候
勒克勒佐在柯本气候分类法中属于温带海洋性气候。
勒克勒佐市区西北8公里外的圣桑福里安德马尔马涅境内设有气象站，以下为该气象站的数据（日照数据取自帕赖勒莫尼亚勒）：
| 勒克勒佐1981年－2019年 | 勒克勒佐1981年－2019年 | 勒克勒佐1981年－2019年 | 勒克勒佐1981年－2019年 | 勒克勒佐1981年－2019年 | 勒克勒佐1981年－2019年 | 勒克勒佐1981年－2019年 | 勒克勒佐1981年－2019年 | 勒克勒佐1981年－2019年 | 勒克勒佐1981年－2019年 | 勒克勒佐1981年－2019年 | 勒克勒佐1981年－2019年 | 勒克勒佐1981年－2019年 | 勒克勒佐1981年－2019年 |
| 月份                   | 1月                    | 2月                    | 3月                    | 4月                    | 5月                    | 6月                    | 7月                    | 8月                    | 9月                    | 10月                   | 11月                   | 12月                   | 全年                   |
| ---------------------- | ---------------------- | ---------------------- | ---------------------- | ---------------------- | ---------------------- | ---------------------- | ---------------------- | ---------------------- | ---------------------- | ---------------------- | ---------------------- | ---------------------- | ---------------------- |
| 历史最高温 °C（°F）    | 17 (63)                | 21 (70)                | 25 (77)                | 29 (84)                | 32 (90)                | 38 (100)               | 42 (108)               | 40 (104)               | 37 (99)                | 29 (84)                | 22.5 (72.5)            | 18 (64)                | 42 (108)               |
| 平均高温 °C（°F）      | 6 (43)                 | 7.6 (45.7)             | 11.7 (53.1)            | 15.1 (59.2)            | 19.3 (66.7)            | 23.2 (73.8)            | 26.1 (79.0)            | 25.5 (77.9)            | 21.4 (70.5)            | 16.3 (61.3)            | 9.8 (49.6)             | 6.5 (43.7)             | 15.7 (60.3)            |
| 日均气温 °C（°F）      | 2.7 (36.9)             | 3.6 (38.5)             | 6.8 (44.2)             | 9.6 (49.3)             | 13.8 (56.8)            | 17.2 (63.0)            | 19.6 (67.3)            | 19 (66)                | 15.5 (59.9)            | 11.6 (52.9)            | 6 (43)                 | 3.4 (38.1)             | 10.7 (51.3)            |
| 平均低温 °C（°F）      | −0.5 (31.1)            | −0.4 (31.3)            | 1.8 (35.2)             | 4.2 (39.6)             | 8.2 (46.8)             | 11.2 (52.2)            | 13.1 (55.6)            | 12.6 (54.7)            | 9.7 (49.5)             | 6.8 (44.2)             | 2.3 (36.1)             | 0.4 (32.7)             | 5.8 (42.4)             |
| 历史最低温 °C（°F）    | −22 (−8)               | −22 (−8)               | −12.5 (9.5)            | −6 (21)                | −3.5 (25.7)            | 1.5 (34.7)             | 2 (36)                 | 3 (37)                 | −2 (28)                | −6.5 (20.3)            | −11.5 (11.3)           | −17 (1)                | −22 (−8)               |
| 平均降水量 mm（）      | 88.3 (3.48)            | 76.9 (3.03)            | 71.2 (2.80)            | 73.3 (2.89)            | 89.6 (3.53)            | 71.7 (2.82)            | 65.6 (2.58)            | 65.5 (2.58)            | 74.5 (2.93)            | 93.6 (3.69)            | 96.3 (3.79)            | 96.1 (3.78)            | 962.6 (37.90)          |
| 月均日照時數           | 62                     | 78.3                   | 147.3                  | 150.7                  | 173.4                  | 218.9                  | 226.6                  | 199.6                  | 150.6                  | 113.1                  | 65                     | 44.9                   | 1,630.4                |
| 来源：infoclimat       |                        |                        |                        |                        |                        |                        |                        |                        |                        |                        |                        |                        |                        |

## 行政区划
勒克勒佐是法国勃艮第-弗朗什-孔泰大区索恩-卢瓦尔省的一个市镇，编号为71153。勒克勒佐隶属于欧坦区以及索恩-卢瓦尔省第三选区，管理勒克勒佐第一县和第二县，同时也是克勒佐-蒙索城市公共社区的办公驻地。
勒克勒佐市镇被划为5个街区，自2001年起实行居民委员会管理制度（Conseils d'habitants）。
法国国家统计与经济研究所（简称）在进行数据统计时，将勒克勒佐及相邻的另外5个市镇设为勒克勒佐城市核心区，并将包括核心区在内的周边共13个市镇划为勒克勒佐城市区。自2020年起，勒克勒佐城市区被包含22个市镇的勒克勒佐城市辐射区代替。此外，还将勒克勒佐市镇分为了15个“块区”（IRIS），以便于统计人口分布情况。

## 交通

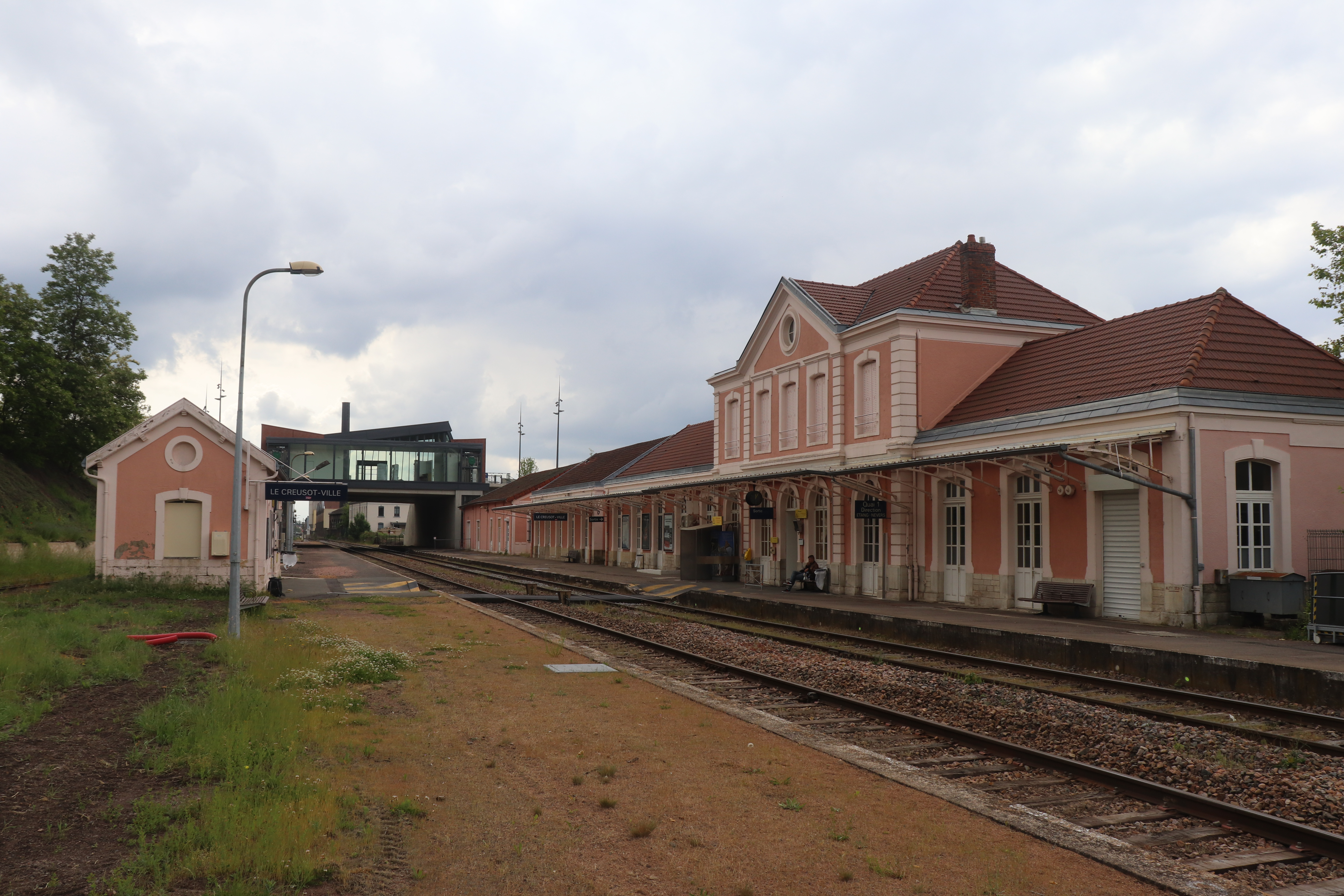
勒克勒佐火车站

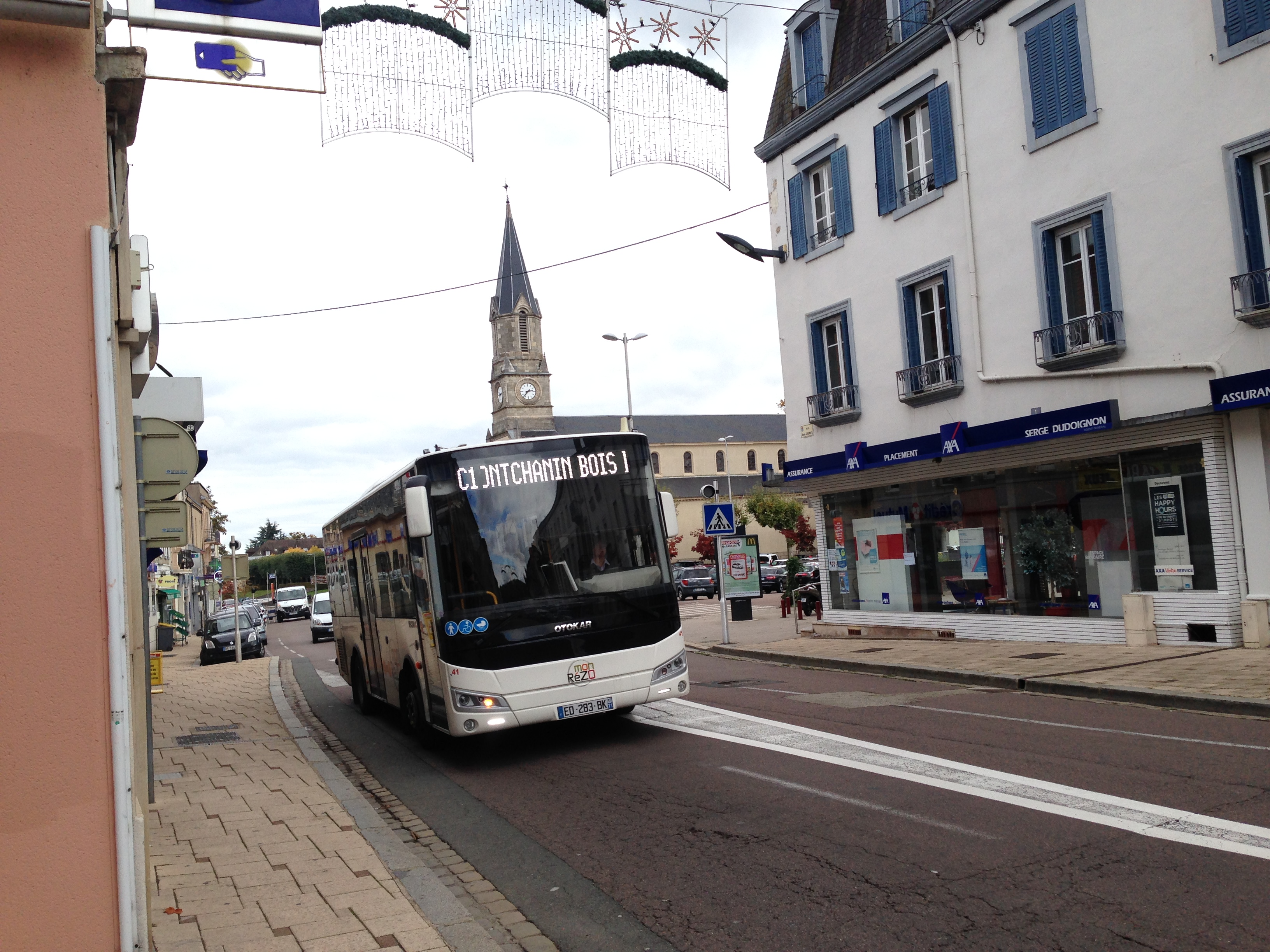
勒克勒佐公交

### 公路
多条索恩-卢瓦尔省省道在勒克勒佐境内交汇。索恩-卢瓦尔省城际客运开行由勒克勒佐前往索恩河畔沙隆、蒙索莱米讷及欧坦方向的长途汽车。
2017年，67.1%的勒克勒佐家庭拥有至少一辆私人汽车。2019年，勒克勒佐境内共发生各类交通事故38起，造成2人遇难，47人受伤。

### 铁路
讷韦尔－沙尼铁路经过勒克勒佐市中心，其设有勒克勒佐火车站，又称“勒克勒佐城站”（Gare du Creusot-Ville），每天停靠往返于讷韦尔和第戎一线的区域列车；法国高速铁路东南线则经过勒克勒佐东部，并设有勒克勒佐TGV站（全名为“勒克勒佐-蒙索莱米讷-蒙沙南站”（Gare du Creusot - Montceaux-les-Mines - Montchanin）），位于市区东部大约8公里处，每天停靠往返于巴黎和里昂之间的高速列车。

### 航空
距离勒克勒佐最近的民用航空机场为多勒汝拉机场，车程约1.5小时，该机场开行前往北非部分城市的航班。

### 城市公共交通
勒克勒佐-蒙索城市公共交通（商业名称为）是克勒佐-蒙索城市公共社区的公交系统，根据地理位置不同而分为勒克勒佐和蒙索莱米讷两个板块，其中勒克勒佐板块有4条线路，路网覆盖了市区及周边的主要街区。

## 政治

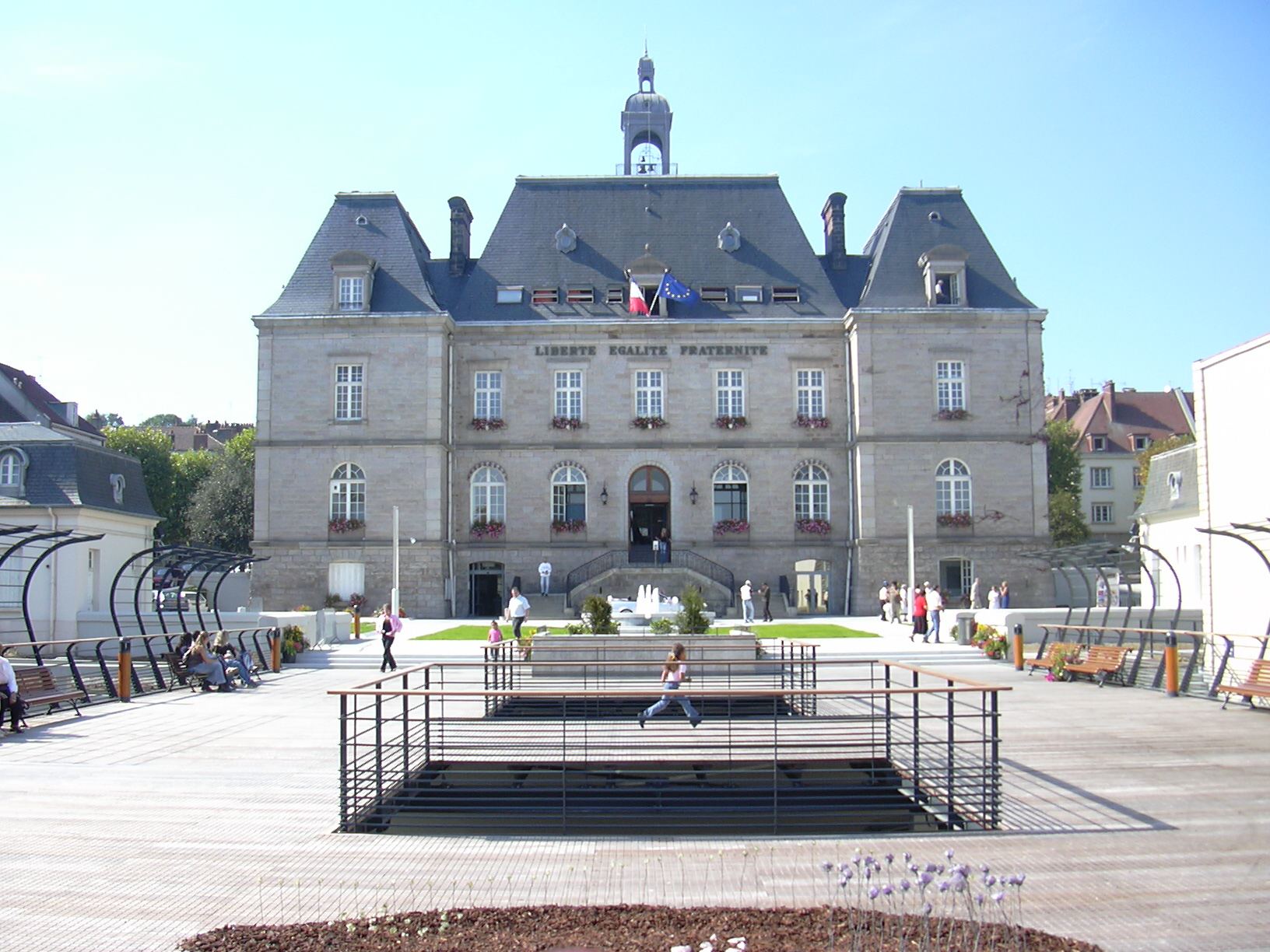
勒克勒佐市政厅

勒克勒佐的现任市长为达维德·马尔蒂（David Marti）先生，为社会党的一名成员，自2016年起担任，他在2020年的市政选举中获得了59.71%的支持率，得以连任。
在2017年的法国总统大选中，法国第25任总统埃马纽埃尔·马克龙在勒克勒佐获得了66.98%的支持率。
| 勒克勒佐历届市长 |                                 |                   |
| 任期             | 市长                            | 党派              |
| 1944年－1947年   | Marcel Jacquemin 马塞尔·雅克曼  | 不详              |
| 1947年－1966年   | Jean Garnier 让·加尼耶          | UNR新共和国联盟   |
| 1966年－1977年   | Henri Lacagne 亨利·拉卡涅       | UDR共和国保卫联盟 |
| 1977年－1999年   | Camille Dufour 卡米耶·迪富尔    | PS社会党          |
| 1999年－2016年   | André Billardon 安德烈·比亚尔东 | PS社会党          |
| 2016年－         | David Marti 达维德·马尔蒂       | PS社会党          |

## 人口
2018年，勒克勒佐市镇人口数量为21,491，在法国排名第427位。其中男性10,193人，女性11,437人，75岁及以上人口占14.1%，外籍人口数量为5,166人，人口密度为1,187人/平方公里，当地居民被称为（男性）或（女性）。2019年，勒克勒佐境内出生183人，死亡人口401人。
| 年份   | 1936   | 1946   | 1954   | 1962   | 1968   | 1975   | 1982   | 1990   | 1999   | 2006   | 2011   | 2016   | 2018   |
| ------ | ------ | ------ | ------ | ------ | ------ | ------ | ------ | ------ | ------ | ------ | ------ | ------ | ------ |
| 人口數 | 29,417 | 24,106 | 28,663 | 33,737 | 34,102 | 33,366 | 32,149 | 28,909 | 26,283 | 23,813 | 22,620 | 21,752 | 21,491 |

## 经济

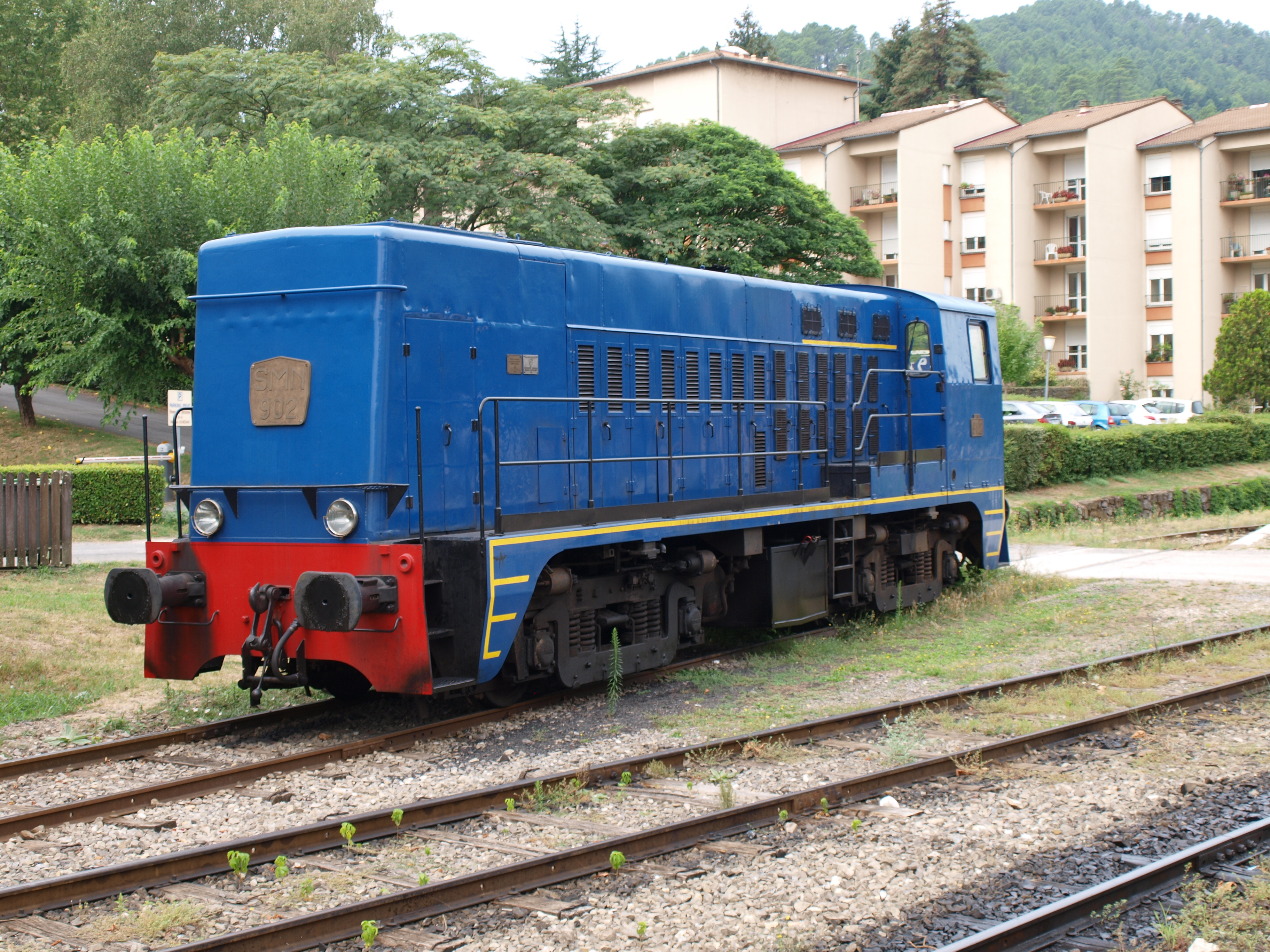
生产于勒克勒佐的机车

勒克勒佐历史上因钢铁工业而闻名，现仍为法国重要的重工业城市，多家跨国企业在此设有工厂。此外当地的大量工业遗产也带动了这一地区旅游业的发展。
截止2021年8月，勒克勒佐共有各类用人单位（包含自雇）2,052家，平均历史为16年，其中98.27%为中小型企业（PME）。（机械维修）、（汽车配件销售）及（汽车销售）是当地2019年营业额最高的三个企业，分别为193,489,562欧元、20,491,909欧元和20,398,214欧元。

## 财政收入
2019年，勒克勒佐的财政收入总额为24,992,100欧元，财政支出总额为22,876,400欧元，当年的债务总额为21,117,000欧元。2020年，勒克勒佐共获得5,598,501欧元的国家财政补助，与上一年基本持平。
2017年，勒克勒佐的人均月收入总额为2,052欧元，其中高级职员为3,688欧元，低于法国平均水平（4,214欧元）；中级职员为2,207欧元，低于法国平均水平（2,353欧元）；普通职员为1,569欧元，亦低于法国平均水平（1,690欧元）。
2017年，勒克勒佐境内的青壮年（15至64岁）失业率为19.3%，当地43.9%的家庭拥有纳税资格，平均纳税2,045欧元，低于法国平均水平（3,888欧元）。

## 社会事务

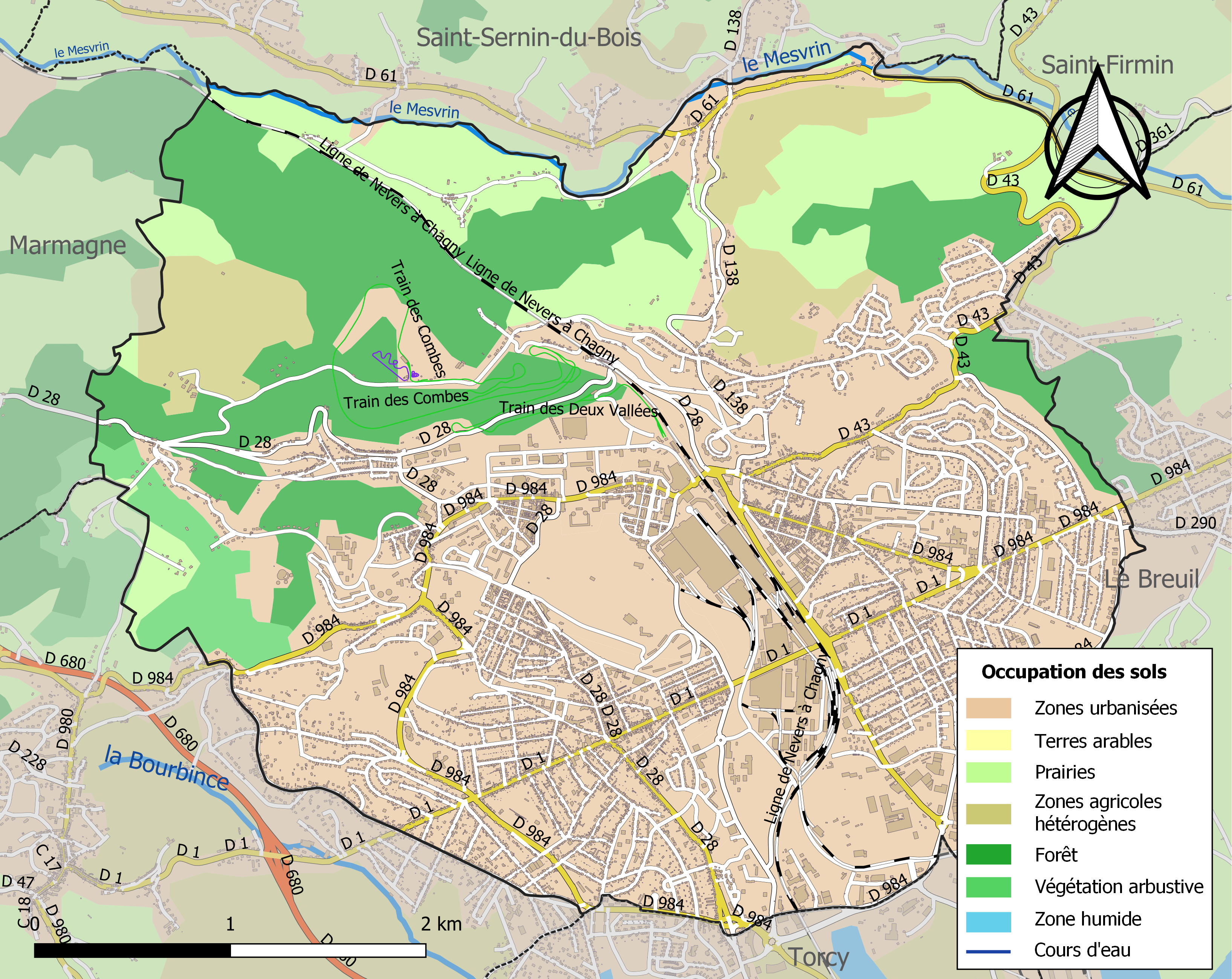
勒克勒佐土地利用情况地图

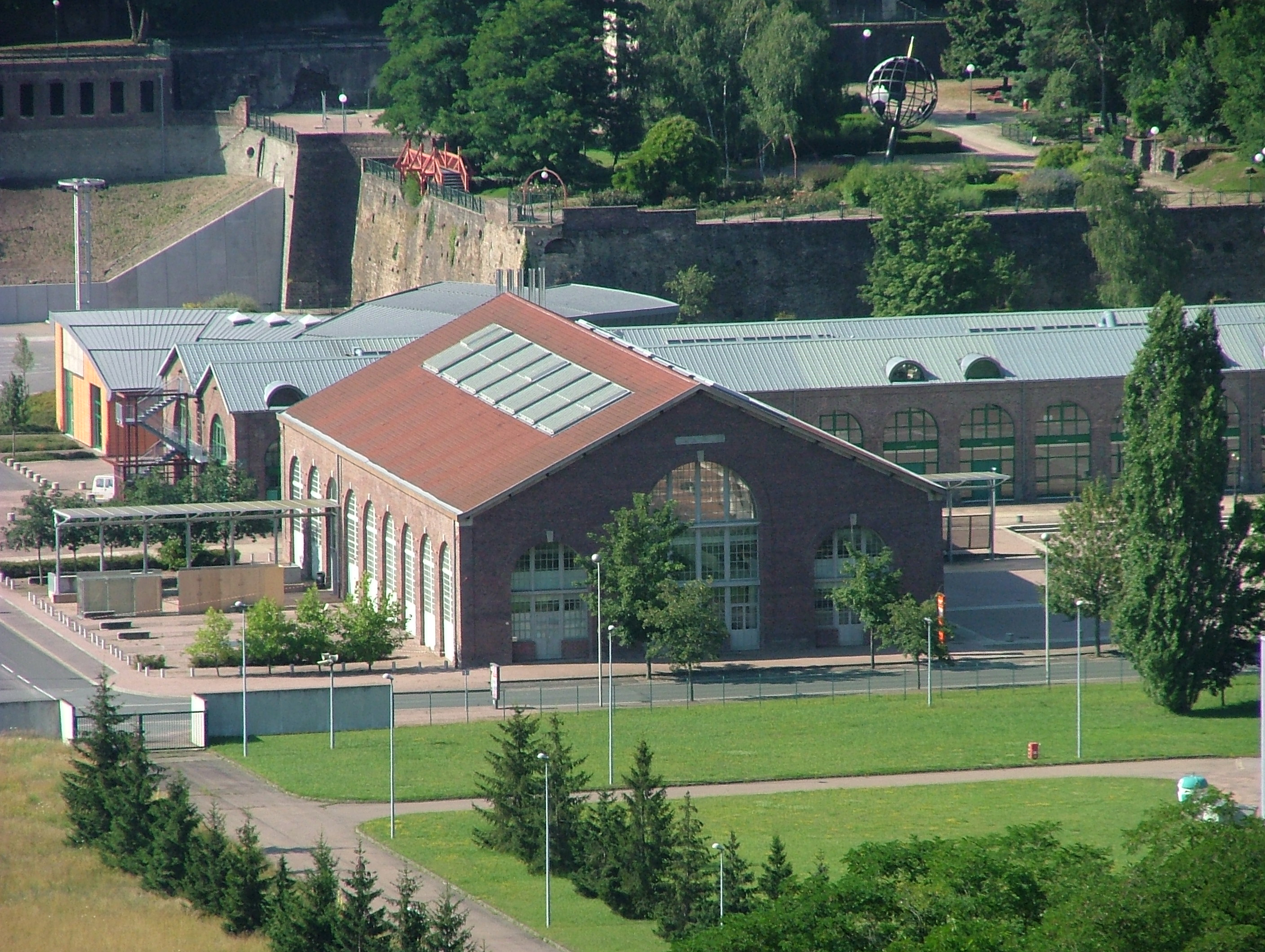
勒克勒佐大学城图书馆

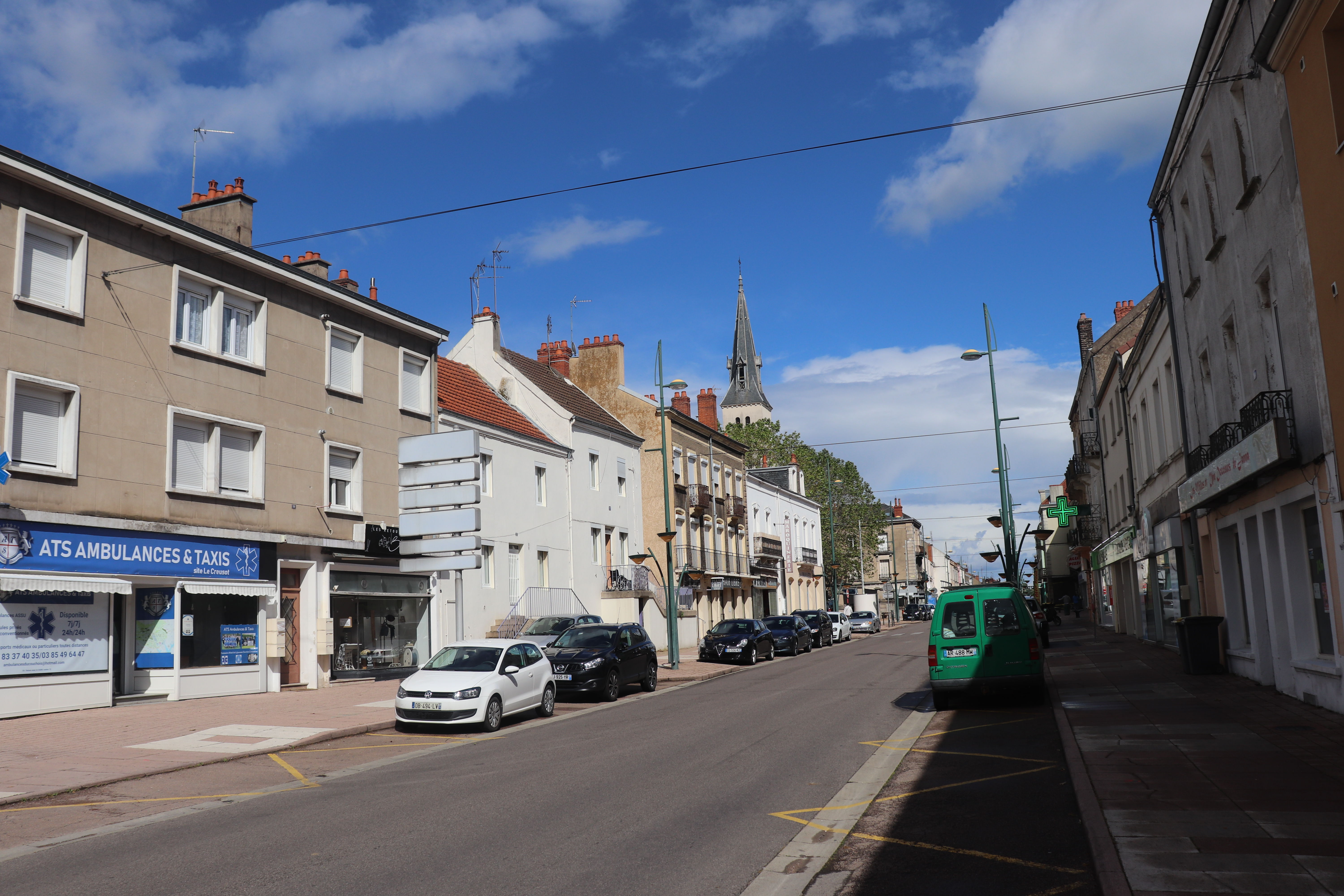
佛煦街

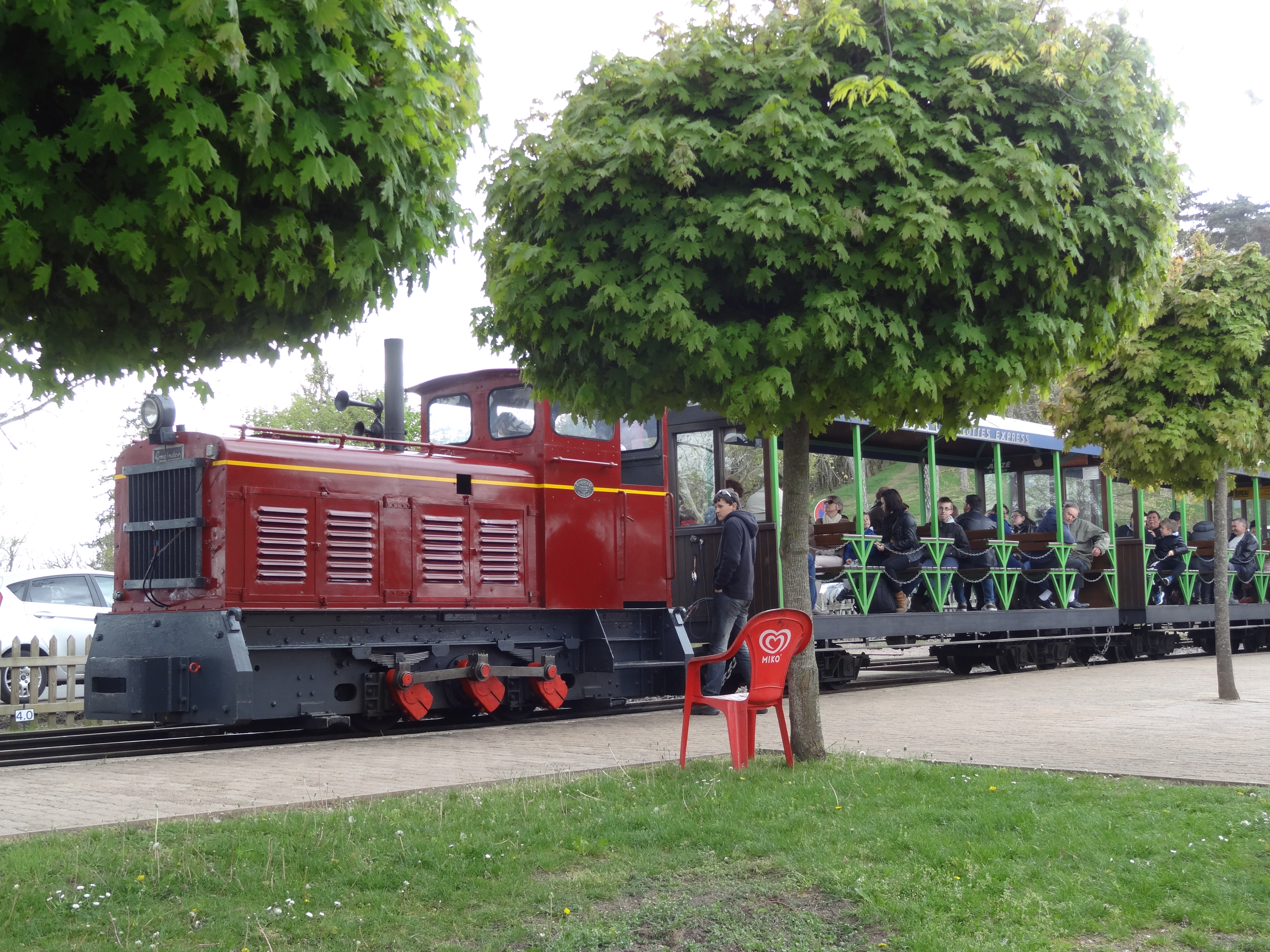
河湾工业公园内的旅游小火车

### 教育
勒克勒佐属于第戎学区。截止2019年1月1日，勒克勒佐境内共有5所幼儿园、8所小学、2所初级中学和1所普通高中。2018至2019学年度，勒克勒佐境内共有在校中等教育阶段学生2,235名。
在高等教育方面，勃艮第大学在勒克勒佐境内设有一处校区，部分专业及其下属的一个应用技术学院在此授课。

### 医疗
截止2019年1月1日，勒克勒佐境内共有全科医生12名、保健师19名、牙医13名、护士28名、耳科医生1名、眼科医生2名、皮肤科医生1名、助产士2名和妇科医生1名。境内共有药房14家、养老院8家（其中4家为省级养老机构）、残疾人帮扶中心1家。
勒克勒佐神学院基金会医院（Hôpital Fondation Hôtel-Dieu du Creusot）是当地的一家综合性医院，设有床位198个，自2014年起成为私立医疗机构。

### 住房
2017年，勒克勒佐境内共有各类住房13,114套，其中38.7%为独立式居民区，主要分布于市区东、南、西部；59.8%为集中式居民区，主要分布于市区中北部。常住房屋占勒克勒佐市镇范围内居民建筑总量的85.8%。
在住房保障政策方面，2017年，勒克勒佐境内共有3,625户家庭获得了住房经济补助，受益人数占总人口数量的16.8%，其中3,499份为房租补助。

### 商业
2019年，勒克勒佐境内共有各类实体商铺456家，其中餐厅48家、大型超市7家、杂货店8家、面包房16家、肉铺9家、书店7家、装饰品店1家、银行门店17家、美容美发店41家、汽车维修店32家。市区东南部建有开放式商业街区，有Intermarché、Intersport、大新鲜等超市。

### 体育
2019年，勒克勒佐境内共有1家游泳池、4间体育馆、3座综合体育场、11处网球场、6处足球或橄榄球场以及2处篮球或排球场。
截至2021年8月，勒克勒佐共有两家注册足球俱乐部，其中勒克勒佐青年工人俱乐部（Jeunesse ouvrière du Creusot）是当地的代表性足球队，2021至2022赛季参加勃艮第-弗朗什-孔泰大区足球联赛。

### 环境
勒克勒佐的环境事务由其所属的公共社区负责。2019年，勒克勒佐境内共有2家污染企业。

### 治安
2019年，勒克勒佐市镇范围内共有1处派出所和1处宪兵队。
2014年，勒克勒佐及附近地区共发生各类案件1,284起，其中盗窃类案件720起，经济类案件125起，毒品交易类案件117起。

## 文化
2019年，勒克勒佐境内共有1家剧场、1家电影院、1家博物馆和1家音乐厅。勒克勒佐市政府提供多媒体中心，向公众全年开放。

### 建筑
勒克勒佐境内有多处历史建筑，其中勒克勒佐圣洛朗教堂（Église Saint-Laurent du Creusot）、玻璃厂城堡等为法国国家文物保护单位，河湾矿工城、蒸汽发动机旧址等为当地的代表性建筑物。。

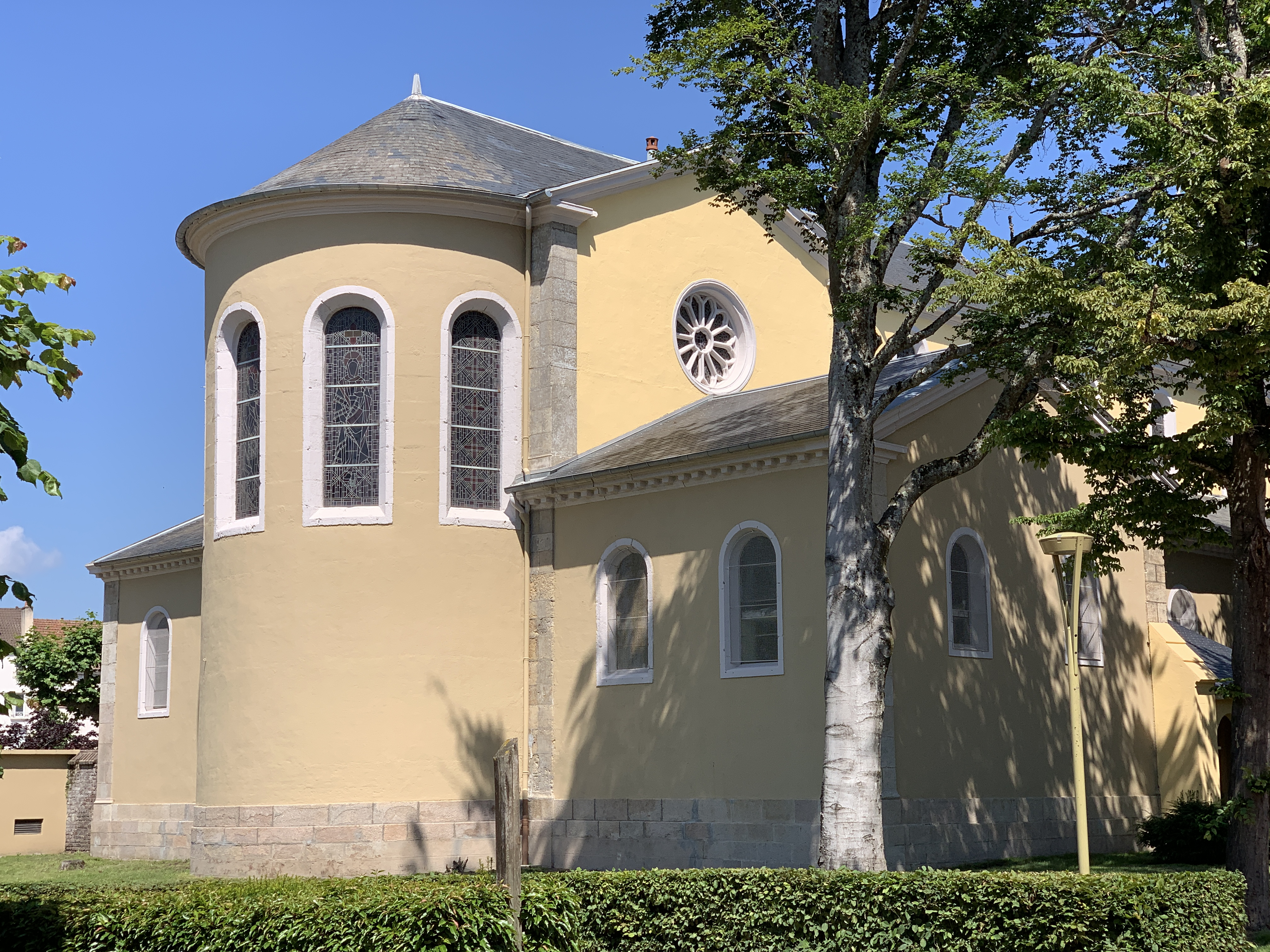
圣洛朗教堂
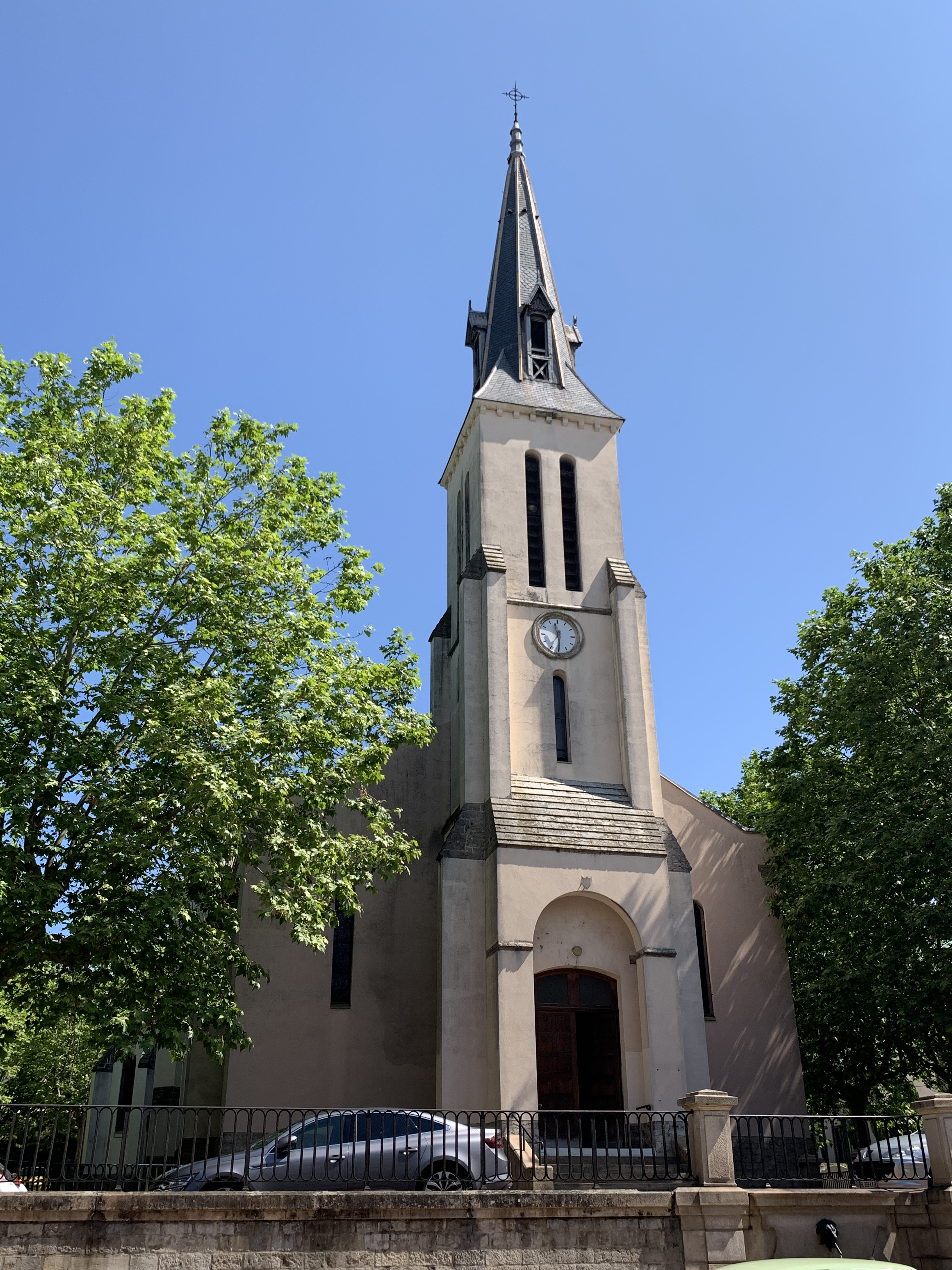
圣夏尔教堂
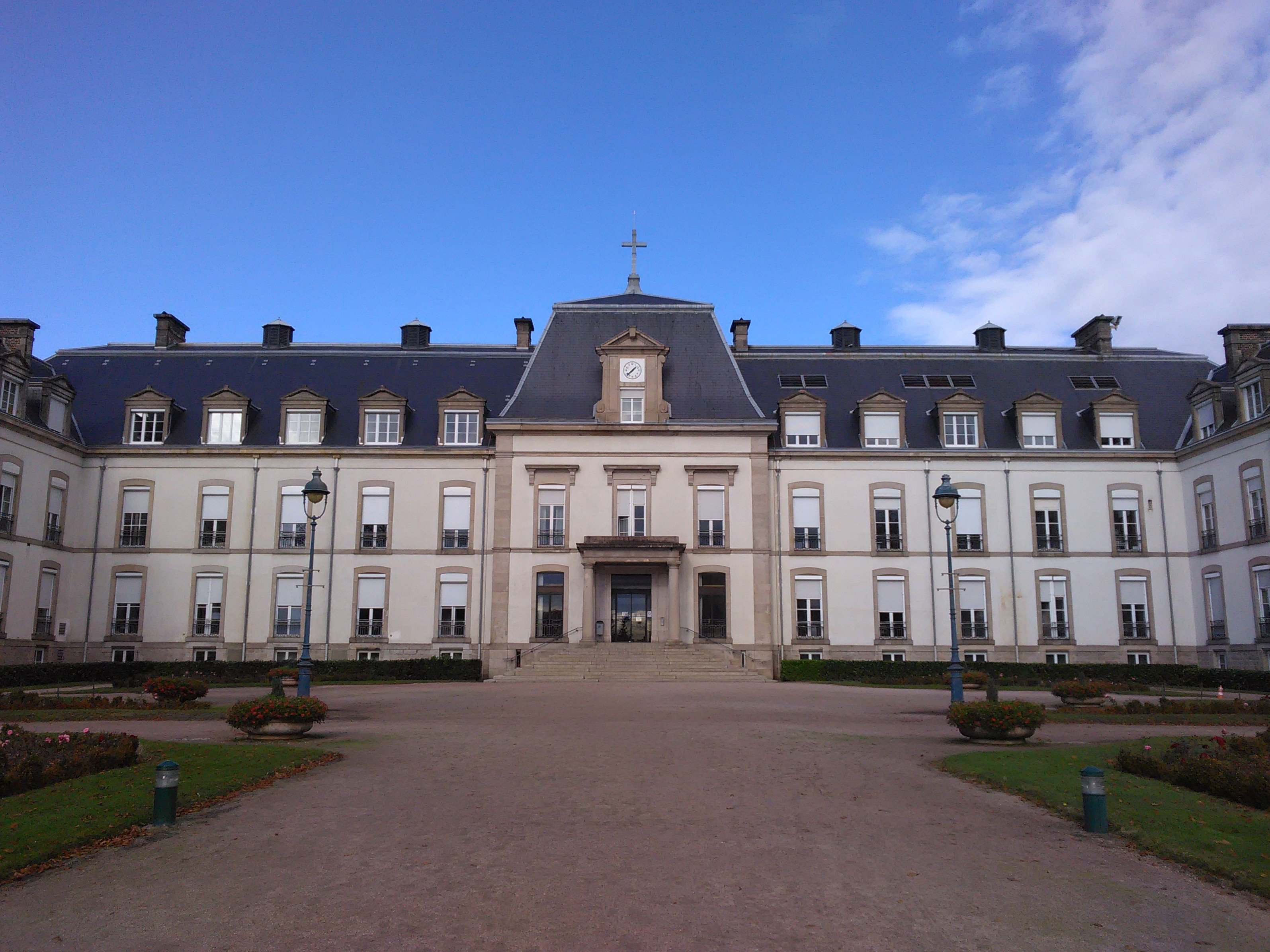
神学院旧址
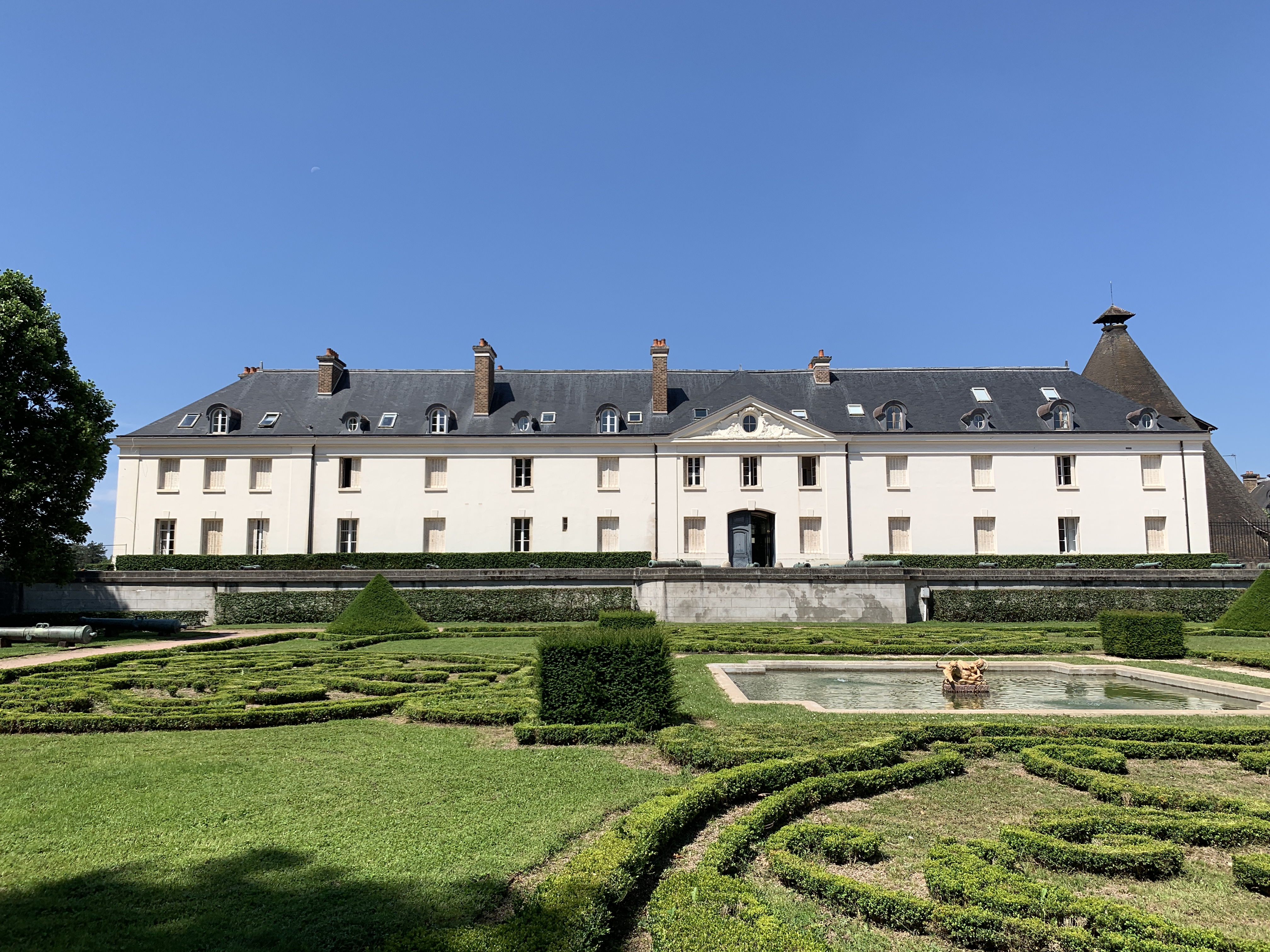
玻璃厂城堡（法语：Château de la Verrerie (Saône-et-Loire)）
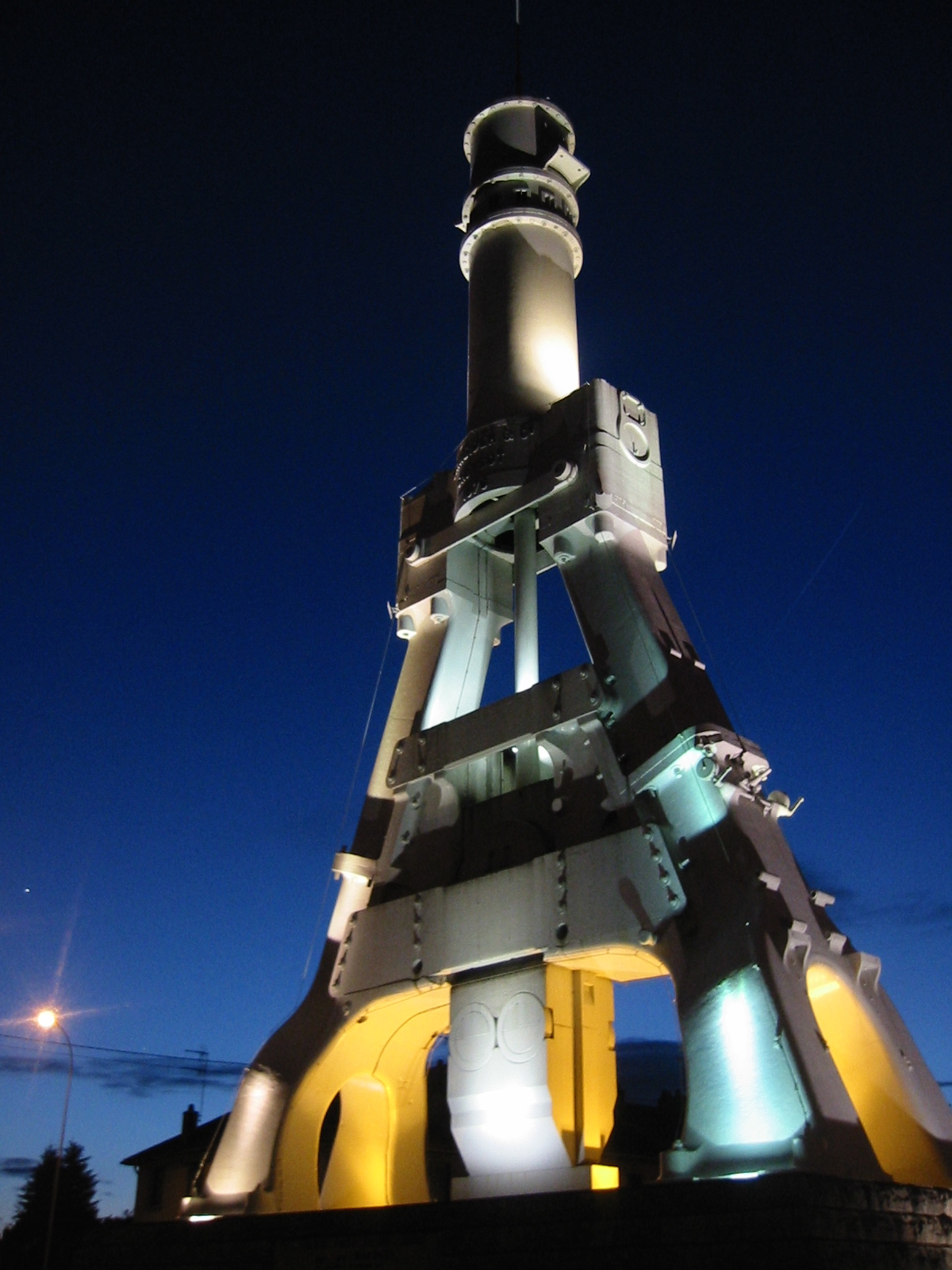
灯光下的勒克勒佐蒸汽发动机（法语：Marteau-pilon du Creusot）旧址
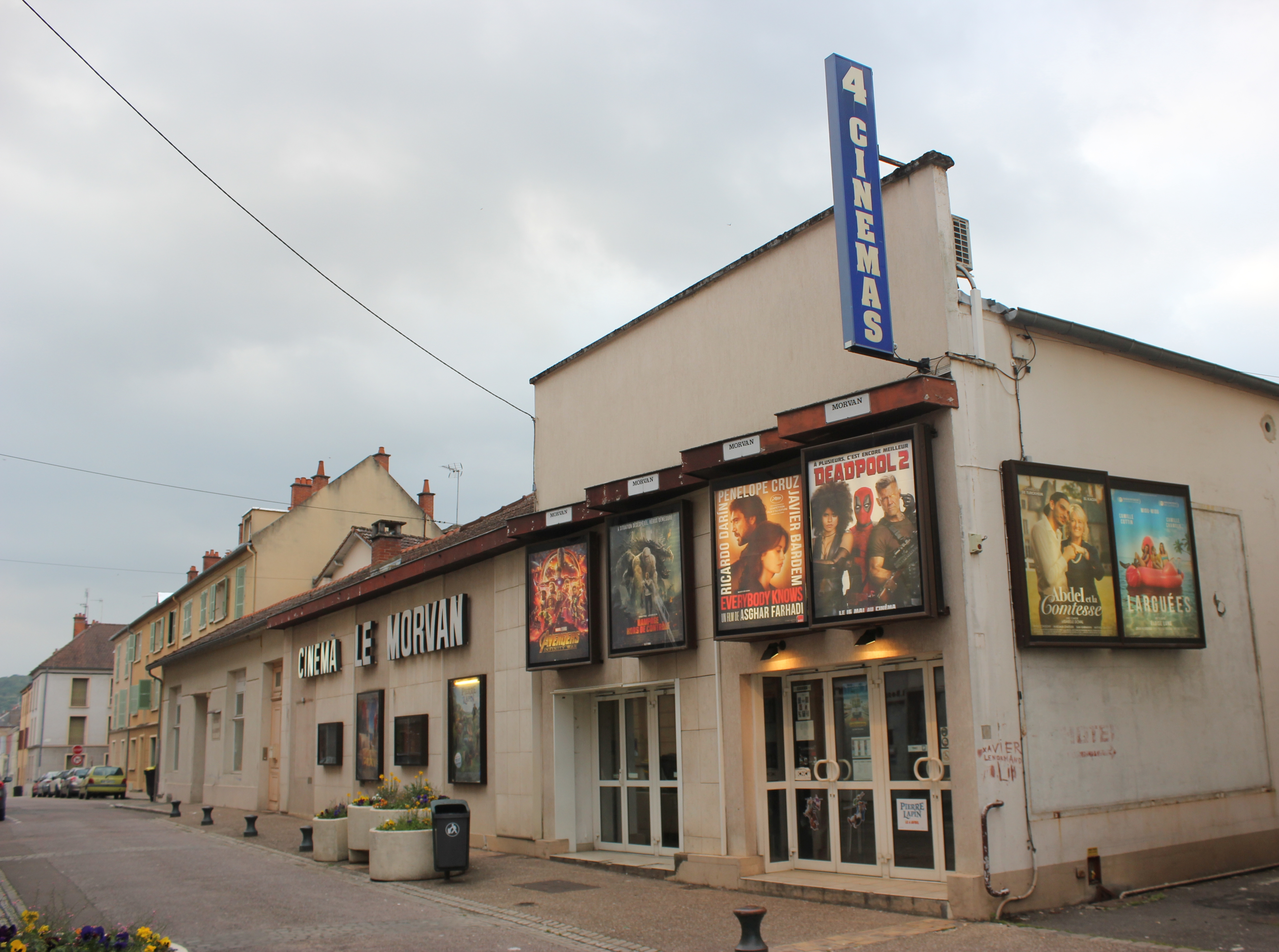
电影院

### 旅游
勒克勒佐的旅游事务由其所属的公共社区负责。2020年，勒克勒佐境内共有5家酒店共计92间房间。

### 媒体
法国主要的媒体均可在勒克勒佐接收，法国电视三台下属的勃艮第-弗朗什-孔泰大区频道在部分时段播出勒克勒佐所属区域的地方新闻。

## 相关人物
法国工人运动政治家让-巴蒂斯德·迪迈、银行家弗朗索瓦·佩罗尔、导演罗班·雷努奇、天文学家让-克洛德·梅尔兰、足球运动员曼苏尔·布塔布特和安东尼·达席尔瓦出生于勒克勒佐。

## 友好城市
截至2020年4月，勒克勒佐共与四座城市互为友好城市关系：
- 德国 布利斯卡斯特尔
- 塞爾維亞 博尔
- 塞爾維亞 马伊丹佩克
- 波蘭 鲁米亚